# Episodi di Zorro - La leggenda
Questa è la lista degli episodi di Zorro - La leggenda.
| nº | Titolo originale francese | Titolo originale inglese | Titolo italiano           | Prima TV originale | Prima TV Italia |
| -- | ------------------------- | ------------------------ | ------------------------- | ------------------ | --------------- |
| 1  | Le retour                 | The Return               | Il ritorno                | 18 ottobre 2015    | 20 marzo 2016   |
| 2  | La Mine                   | The Mine                 | Il tesoro della montagna  | 18 ottobre 2015    | 2016            |
| 3  | Le piège                  | The Trap                 | La trappola               | 25 ottobre 2015    | 2016            |
| 4  | Deux coeurs rebelles      | Two Rebels Hearts        | Una vecchia fiamma        | 1º novembre 2015   | 2016            |
| 5  | Le maître d'armes         | The Maestro              | La gara di scherma        | 8 novembre 2015    | 2016            |
| 6  | Les canons de Monterey    | The Cannons of Monterey  | I cannoni di Monterey     | 15 novembre 2015   | 2016            |
| 7  | Le rançon                 | The Ransom               | L'ostaggio                | 22 novembre 2015   | 2016            |
| 8  | Le vrai visage de Zorro   | Zorro's True Face        | Il vero volto di Zorro    | 29 novembre 2015   | 2016            |
| 9  | Zorro et son double       | Zorro and his Double     | Doppio Zorro              | 6 dicembre 2015    | 2016            |
| 10 | Zorro le voleur           | Zorro the Thief          | Il paladino dei Peones    | 13 dicembre 2015   | 2016            |
| 11 | Le convoi                 | The Cattle Drive         | I ribelli Yaqui           | 20 dicembre 2015   | 2016            |
| 12 | La cloche de Los Angeles  | A Bell for Los Angeles   | Un complotto malriuscito  | 20 dicembre 2015   | 2016            |
| 13 | La tornade                | The Tornado              | La maschera del guerriero | 27 dicembre 2015   | 2016            |
| 14 | Un prisonnier encombrant  | The Spirit of the Sea    | Gli spiriti del mare      | 3 gennaio 2016     | 2016            |
| 15 | Les grains de la colère   | Grains of Wrath          | L'oro dei campi           | 10 gennaio 2016    | 2016            |
| 16 | Le complot                | The Plot                 | Il falso Zorro            | 17 gennaio 2016    | 2016            |
| 17 | Un plan imparable         | Foolproof plan           | Dietro la maschera        | 24 gennaio 2016    | 2016            |
| 18 | La belle heritière        | The Desirable Heiress    | Un piano diabolico        | 31 gennaio 2016    | 2016            |
| 19 | Le passé englouti         | The Treasure Map         | Caccia al tesoro          | 7 febbraio 2016    | 2016            |
| 20 | Sécheresse                | Drought                  | Triplo Zorro              | 14 febbraio 2016   | 2016            |
| 21 | Les loups entre eux       | Like Wolves              | Rapine firmate            | 21 febbraio 2016   | 2016            |
| 22 | La chute                  | The Leap                 | Don Rodrigo il pirata     | 28 febbraio 2016   | 2016            |
| 23 | Le banni                  | Banished                 | L'esiliato                | 6 marzo 2016       | 2016            |
| 24 | L'ombrelle rouge          | The Imposter             | L'impostora               | 13 marzo 2016      | 2016            |
| 25 | Carte blanche             | Carte Blanche            | Cambio di guardia         | 20 marzo 2016      | 2016            |
| 26 | Coup de force             | Force                    | Colpo di Stato            | 27 marzo 2016      | 2016            |